# Nymö distrikt
Nymö distrikt är ett distrikt i Kristianstads kommun och Skåne län. 
Distriktet ligger öster om Kristianstad. 

## Tidigare administrativ tillhörighet
Distriktet inrättades 2016 och utgörs av socknen Nymö i Kristianstads kommun.
Området motsvarar den omfattning Nymö församling hade vid årsskiftet 1999/2000.